# Сончино (Кремона)
Сончино (итал. Soncino) је насеље у Италији у округу Кремона, региону Ломбардија.
Према процени из 2011. у насељу је живело 5416 становника. Насеље се налази на надморској висини од 81 м.

## Становништво
Према резултатима пописа становништва 2011. у општини је живело 7.699 становника.
| 1931. | 1936. | 1951. | 1961. | 1971. | 1981. | 1991. | 2001. | 2011. |
| ----- | ----- | ----- | ----- | ----- | ----- | ----- | ----- | ----- |
| 9.927 | 9.556 | 9.689 | 8.260 | 7.265 | 7.293 | 7.215 | 7.312 | 7.699 |